# Daniel Sjöberg
Daniel Sjöberg,  född 30 januari 1972 i Österåkers församling, är en svensk skådespelare.
Sjöberg studerade på Teaterhögskolan i Stockholm 1993–1997. Han var med i första säsongen av Rederiet där han spelade maskinisten Thomas. Han har arbetat bland annat på Stockholms stadsteater. På senare år har han arbetat med privatteater i Sol, Vind & Vatten på Chinateatern och under 2005–2006 i Artisten - Storyn om Nacka Skoglund på Nya Casinoteatern. 
Daniel Sjöberg har med Eva Brise två barn, dottern Alice Sjöberg Brise medverkar i Det gyllene skeppet som går på Operan samt har varit röstskådespelare i flera filmer, senast Röjar-Ralf.

## Filmografi
- Om... (kortfilm)
- Skilda världar (TV)
- Snoken (TV)
- Rederiet (TV)
- Ferlinskolan
- Piraterna! (långfilm) (röst som Piratkaptenen)
- Röjar-Ralf (långfilm) (röst)
- Drakryttarna (TV) (röst som Handels-Johan och Losk-Per)
- 2016 – Finaste familjen (TV-serie)
- Hulk och agenterna K.R.O.S.S.A. (röst till Hulk)
- 2023 – Asterix & Obelix: I drakens rike (röst)

## Teater

### Roller (ej komplett)
| År   | Roll                    | Produktion                                              | Regi          | Teater                   |
| ---- | ----------------------- | ------------------------------------------------------- | ------------- | ------------------------ |
| 2005 | Nacka Skoglund          | Artisten - Nacka Skoglund Story Ulf Larsson             | Ulf Larsson   | Nya Casinoteatern        |
| 2020 | Eberhard Lindberg m.fl. | Äppelkriget Hans Alfredson och Tage Danielsson          | Annika Kofoed | Helsingborgs stadsteater |
| 2024 | Prästen Maxie Dean Otto | Beetlejuice Scott Brown, Anthony King och Eddie Perfect | Markus Virta  | Östgötateatern           |